# Inis Cathaigh
Inis Cathaig o Isla Scattery es una isla en el estuario de Shannon, posee una superficie de 0,7 kilómetros cuadrados y no tiene población permanente.
La Catedral de la Isla Scattery  y el monasterio son un lugar de peregrinación del cristianismo primitivo, donde San Senan, obispo y confesor, fundó un monasterio, en el estuario de Shannon, a 5 km al suroeste de Kilrush, Condado de Clare, Irlanda. Allí se encuentran los restos de su centro de oración, de su casa y de siete iglesias o capillas, junto con una torre redonda.